# Asplenium scortechinii
Asplenium scortechinii är en svartbräkenväxtart som beskrevs av Richard Henry Beddome. Asplenium scortechinii ingår i släktet Asplenium och familjen Aspleniaceae. Inga underarter finns listade.